# Аманда Бірс
Аманда Бірс (англ. Amanda Bearse, нар. 9 серпня 1958) — американська акторка, режисерка та телевізійна продюсерка.
Вона стала відома після участі у горрор-фільмі 1985 року «Ніч жахів». У 1987 році вона отримала роль Марсі Дарсі у популярному сіткомі «Одружені … та з дітьми», де вона знімалась до 1997 року, а також виступила режисеркою шоу.
Після закінчення серіалу вона стала успішною режисеркою та практично перестала працювати акторкою.
Аманда Бірс — відкрита лесбійка, у 2010 році вона взяла шлюб зі своєю партнеркою Керрі Шенкен. У них є дві доньки.

## Фільмографія
- Всі мої діти (денна мильна опера, 1982-1984)
- Насамперед (1983)
- Протокол (1984)
- Студентські канікули (1985)
- Ніч страху (1985)
- Готель (1 епізод, 1986)
- Покоління DOOM (1995)
- Сімейка Монстр (1995)
- Одружені ... та з дітьми (260 епізодів, 1987-1997)
- До смерті красива (2 епізоду, 2011)
- Управління гнівом (1 епізод, 2013)
- Небесні акули; 2020